# FC Haka 2016

## Stagione
Nella stagione 2016 l'Haka ha disputato l'Ykkönen, seconda serie del campionato finlandese di calcio, terminando il torneo al settimo posto con 32 punti conquistati in 27 giornate, frutto di 8 vittorie, 8 pareggi e 11 sconfitte. In Suomen Cup è sceso in campo a partire dal quarto turno, raggiungendo le semifinali del torneo dove è stato eliminato dall'SJK.

## Organico

### Rosa
| N. |                      | Ruolo | Calciatore              |
| -- | -------------------- | ----- | ----------------------- |
| 1  | Finlandia (bandiera) | P     | Tuomas Karjanlahti      |
| 2  | Finlandia (bandiera) | C     | Jarno Mattila           |
| 3  | Finlandia (bandiera) | D     | Jaakko Rantanen         |
| 4  | Finlandia (bandiera) | D     | Eero-Matti Auvinen      |
| 5  | Finlandia (bandiera) | D     | Juho Saarinen           |
| 6  | Finlandia (bandiera) | D     | Mikko-Petteri Latosaari |
| 7  | Finlandia (bandiera) | C     | Jesse Ahonen            |
| 8  | Finlandia (bandiera) | A     | Elias Ahde              |
| 9  | Nigeria (bandiera)   | A     | Dudu Omagbemi           |
| 10 | Finlandia (bandiera) | C     | Joni Mäkelä             |
| 11 | Finlandia (bandiera) | C     | Erkka Helminen          |
| 13 | Finlandia (bandiera) | C     | Jere Intala             |
| 14 | Finlandia (bandiera) | C     | Anton Popovitch         |

| N. |                          | Ruolo | Calciatore        |
| -- | ------------------------ | ----- | ----------------- |
| 16 | Finlandia (bandiera)     | D     | Aapo Mäenpää      |
| 17 | Finlandia (bandiera)     | C     | Jesse Sarajärvi   |
| 18 | Finlandia (bandiera)     | A     | Topi Järvi        |
| 19 | Finlandia (bandiera)     | C     | Tuomas Lähdesmäki |
| 20 | Sudafrica (bandiera)     | C     | Cheyne Fowler     |
| 21 | Finlandia (bandiera)     | C     | Niilo Mäenpää     |
| 22 | Nigeria (bandiera)       | C     | Emenike Mbachu    |
| 23 | Stati Uniti (bandiera)   | D     | Etchu Tabe        |
| 26 | Nuova Zelanda (bandiera) | C     | Chris James       |
| 27 | Finlandia (bandiera)     | D     | Jami Kyöstilä     |
| 30 | Finlandia (bandiera)     | P     | Joonas Immonen    |
| 34 | Finlandia (bandiera)     | D     | Henri Malundama   |
| 35 | Finlandia (bandiera)     | P     | Ville Kauppinen   |

## Statistiche

### Statistiche di squadra
| Competizione | Punti | In casa | In casa | In casa | In casa | In casa | In casa | In trasferta | In trasferta | In trasferta | In trasferta | In trasferta | In trasferta | Totale | Totale | Totale | Totale | Totale | Totale | DR |
| Competizione | Punti | G       | V       | N       | P       | Gf      | Gs      | G            | V            | N            | P            | Gf           | Gs           | G      | V      | N      | P      | Gf     | Gs     | DR |
| ------------ | ----- | ------- | ------- | ------- | ------- | ------- | ------- | ------------ | ------------ | ------------ | ------------ | ------------ | ------------ | ------ | ------ | ------ | ------ | ------ | ------ | -- |
| Ykkönen      | 32    | 13      | 6       | 4       | 3       | 24      | 20      | 14           | 2            | 4            | 8            | 18           | 26           | 27     | 8      | 8      | 11     | 42     | 46     | -4 |
| Suomen Cup   | -     | 4       | 2       | 1       | 1       | 7       | 8       | 1            | 1            | 0            | 0            | 4            | 1            | 5      | 3      | 1      | 1      | 11     | 9      | +2 |
| Totale       | -     | 17      | 8       | 5       | 4       | 31      | 28      | 15           | 3            | 4            | 8            | 22           | 27           | 32     | 11     | 9      | 12     | 53     | 55     | -2 |